# Мещурське сільське поселення
Мещу́рське сільське поселення (рос. Мещурское сельское поселение) — муніципальне утворення у складі Княжпогостського району Республіки Комі, Росія. Адміністративний центр — селище Мещура.
Селище Питир'ю було ліквідовано 2009 року.

## Населення
Населення — 244 особи (2017, 358 у 2010, 527 у 2002, 2099 у 1989).

## Склад
До складу поселення входять такі населені пункти:
| Населений пункт  | Населення, осіб (1989) | Населення, осіб (2002) | Населення, осіб (2010) |
| ---------------- | ---------------------- | ---------------------- | ---------------------- |
| Мещура, селище   | 722                    | 428                    | 297                    |
| Питир'ю, селище  | 89                     | 1                      | -                      |
| Сед'юдор, селище | 1288                   | 98                     | 61                     |